# موتسن
موتسن (به آلمانی: Mözen) یک شهر در آلمان است که در زگه‌برگ واقع شده‌است. موتسن ۴۵۶ نفر جمعیت دارد.